# Leuchtturm Lauterbach
Der Leuchtturm Lauterbach steht im Hafen von Lauterbach, einem Ortsteil von Putbus an der südöstlichen Küste der Insel Rügen. Er dient als Leitfeuer, um Schiffen den Weg durch die schmale Hafeneinfahrt zu weisen.

## Geschichte
Der Leuchtturm wurde 1904 am Fürstenwalder Standort der Firma Julius Pintsch hergestellt, die im selben Jahr den baugleichen Leuchtturm Kolliker Ort und 1907 auch den Leuchtturm Gellen errichtete. Er wurde ursprünglich am 1. April 1905 als Leuchtturm Ranzow an der Nordküste der Rügener Halbinsel Jasmund in Betrieb genommen und diente dort – neben dem Leuchtturm Kolliker Ort – als Orientierungsfeuer. Anlass für die Errichtung dieser Seezeichen war die 1897 eröffnete Königslinie, eine Fährverbindung, die 1909 mit größeren Schiffen den Eisenbahnfährverkehr zwischen Sassnitz und Trelleborg aufnahm.

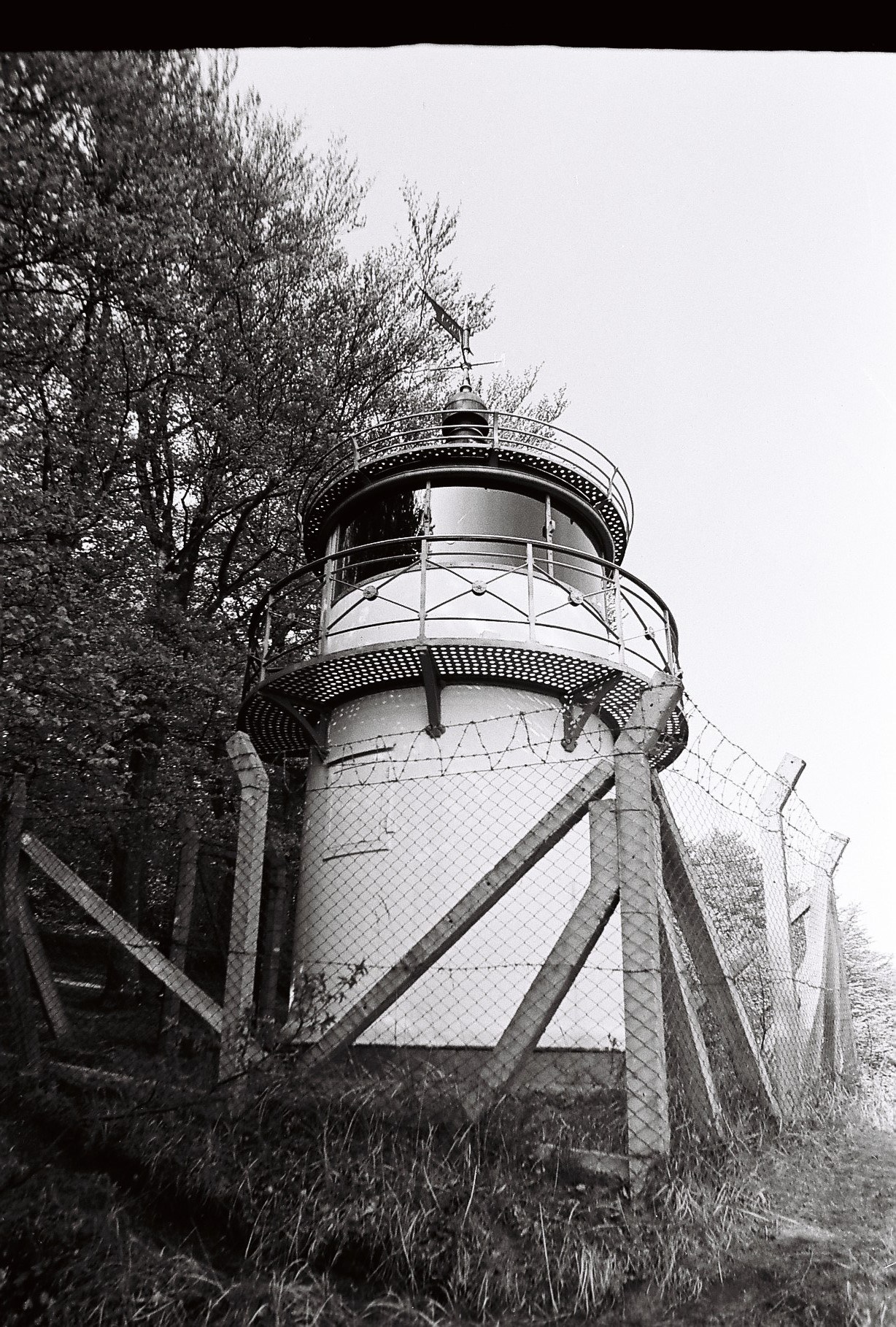
Leuchtturm Ranzow bis 1999

1999 wurde der Betrieb des Leuchtfeuers an der Küste bei Ranzow, einem Ortsteil der Gemeinde Lohme, eingestellt. 2002 wurde der Leuchtturm abgebaut und auf dem Bauhof des Wasser- und Schifffahrtsamtes Stralsund auf der Insel Dänholm renoviert.
Von 2004 bis 2019 wurde der Turm als Teil des Flächendenkmals am Kap Arkona auf der Insel Rügen als Zeugnis des deutschen Seezeichenwesens ausgestellt.
Ab Ende 2019 wurde der Leuchtturm erneut auf dem Bauhof des Wasser- und Schifffahrtsamtes Stralsund restauriert, um ihn wieder als aktives Seezeichen im Hafen von Lauterbach aufstellen zu können. Am 14. Juni 2021 wurde der Turm dort auf sein neues mit Granitsteinen verblendetes Betonfundament gehoben.
Nachdem am 14. Juni 2021 das alte Richtfeuer im Hafen von Lauterbach gelöscht wurde, konnte am 17. Juni 2021 das neue Leitfeuer (3-strahliges Sektorenfeuer) im historischen Leuchtturm durch das Wasserstraßen- und Schifffahrtsamt Ostsee in Betrieb genommen werden. Damit ist er nun eine besondere Sehenswürdigkeit im Hafen von Lauterbach, der in den Jahren 2019 bis 2021 für zirka fünf Millionen Euro modernisiert wurde.